# أحمد بن محمد بن سلطان الحرفوش

## نبذة عنه
الأمير أحمد بن محمد بن الأمير سلطان بن الأمير مصطفى الحرفوش من خزاعة، ولد الأمير أحمد في المنفى بالأستانة عام 1293هـ - 1876 ميلادية من أم تركية، وهاجر إلى مصر عام 1910 ميلادية حيث عامله الديوان الملكي بما يتناسب مع مكانة أبائه وسُلالته. وكان على صداقة مع أحمد خشبة باشا وزير العدل في عهد الملك فاروق وكذلك عبد الرحمن عزام باشا أول أمين عام لجامعة الدول العربية بالإضافة إلى بعض من رجالات القصر الملكي في عهد الملك فاروق ومنهم أحمد حسنين باشا رئيس الديوان الملكي عام 1940 وكذلك إسماعيل بك تيمور مدير التشريفات بقصر عابدين (وله صورة تاريخية معه في ضيعة الكسبية بمصر).

## دراستهِ
درس الأمير أحمد في المكاتب السلطانية العربية والتركية بآدابهما بصورة خصوصية، وتضلع في علوم كثيرة، وكان كثير الأسفار يحسن لغات عدة منها الإنجليزية والفرنسية، درس الخط وبرع فيه على يد السيد أحمد العارف أستاذ الخطاطين معاصريه. زار لبنان سنة 1929م وقابل المؤرخ عيسى اسكندر المعلوف في 22 أيار من نفس العام وزوده بمعلومات تاريخية عن الحرافشة. وحال من بقي من ذريتهم في المنفى. وشجرة نسب موسعة ومفصلة، وكان يوقع مراسلاته زعيم عشيرة آل حرفوش الخزاعي ووكيلها.

## سعيه لإسترداد أملاك العائلة
تنازل الحرافشة عن مرتباتهم لقاء مبلغ مقطوع دفعته الحكومة العثمانية إليهم بما يعادل رواتب إثنتي عشر عاماً لكل منهم. إلا أن بعضهم ومنهم الأمير أحمد بن محمد بن سلطان الحرفوش، زعيمهم في ذلك الحين، رفض هذا التنازل مطالباً بإعادة أملاكهم أو التعويض عنها بما يتناسب مع قيمتها لكونها أملاك شرعية تورث كالإرث الشرعي أباً عن جد. واستند في ذلك على إرادة السلطان عبد الحميد الثاني التي جاء فيها: «إن المعاشات المخصصة بدلًا عن الأملاك المضبوطة لأمراء آل حرفوش وأمراء بابان وأمراء قوران وأمراء بدرخان من الآن فصاعداً تنتقل للوارثين كالإرث الشرعي». 

استمر الأمير أحمد في مساعيه لتحقيق هذه الغاية فاستحصل من المحاكم المصرية على شهادة إثبات نسبه الأميري في 15 أيار 1925م وأرسل عرائض إلى ملك مصر في 1 آذار 1942م، وأمين عام جامعة الدول العربية في حينها عبد الرحمن عزام (7 آذار 1950م) ورئيس الجمهورية اللبنانية في 24 تموز 1934م، ووقعها عدد من الأمراء ومن بينهم الأمير رشيد الحرفوش النائب في مجلس النواب اللبناني.

وقد روى القاضي والأديب والمؤرخ حسن الأمين تاريخ آبائه وأجداده ضمن حلقات بثها تليفويون المنار «القاضي حسن الأمين يروي آل حرفوش بعلبك -على اليوتيوب»

## عائلته
تزوج الأمير أحمد في المنفى من السيدة نيكار محرم من أسرة كرجية بامس (خاندان) في الأستانة، اشتهرَ أهلُها بالأعمال التجارية، وأنجب منها ثلاثة أولاد وبنتان والأولاد هم  :
- حسين إحسان.
- موسى غالب.
- محمد صالح.
- أما البنتان فهما زينب وفاطمة نعيمة.

## وفاته
توفي الأمير أحمد عام 1956 بالقاهرة ودفن في مقابر السيدة عائشة.

معرض الصور
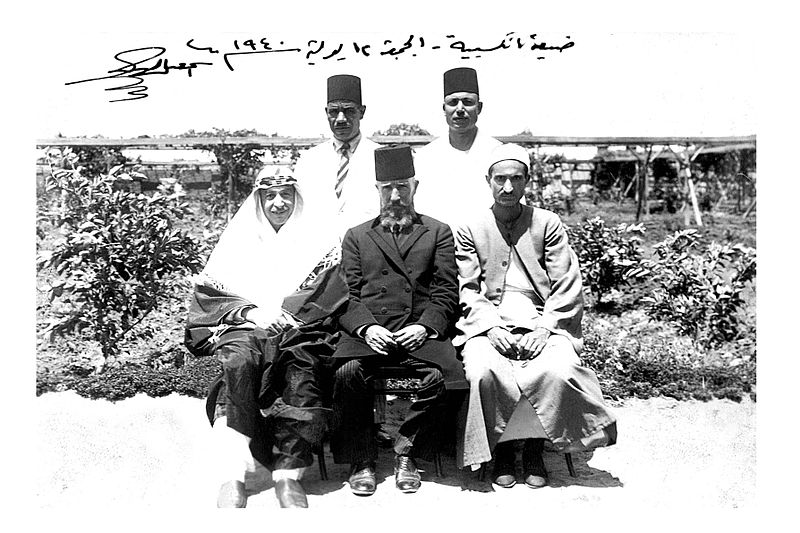
أحمد حرفوش مع مدير التشريفات بقصر عابدين إسماعيل بيك تيمور.
عبد الرحمن عزام باشا أول أمين عام لجامعة الدول العربية.
- حكم يثبت نسب الأمير أحمد بن محمد الحرفوش
- سركي معاش الأمير أحمد من السلطات العثمانية مقابل أملاك مصادرة
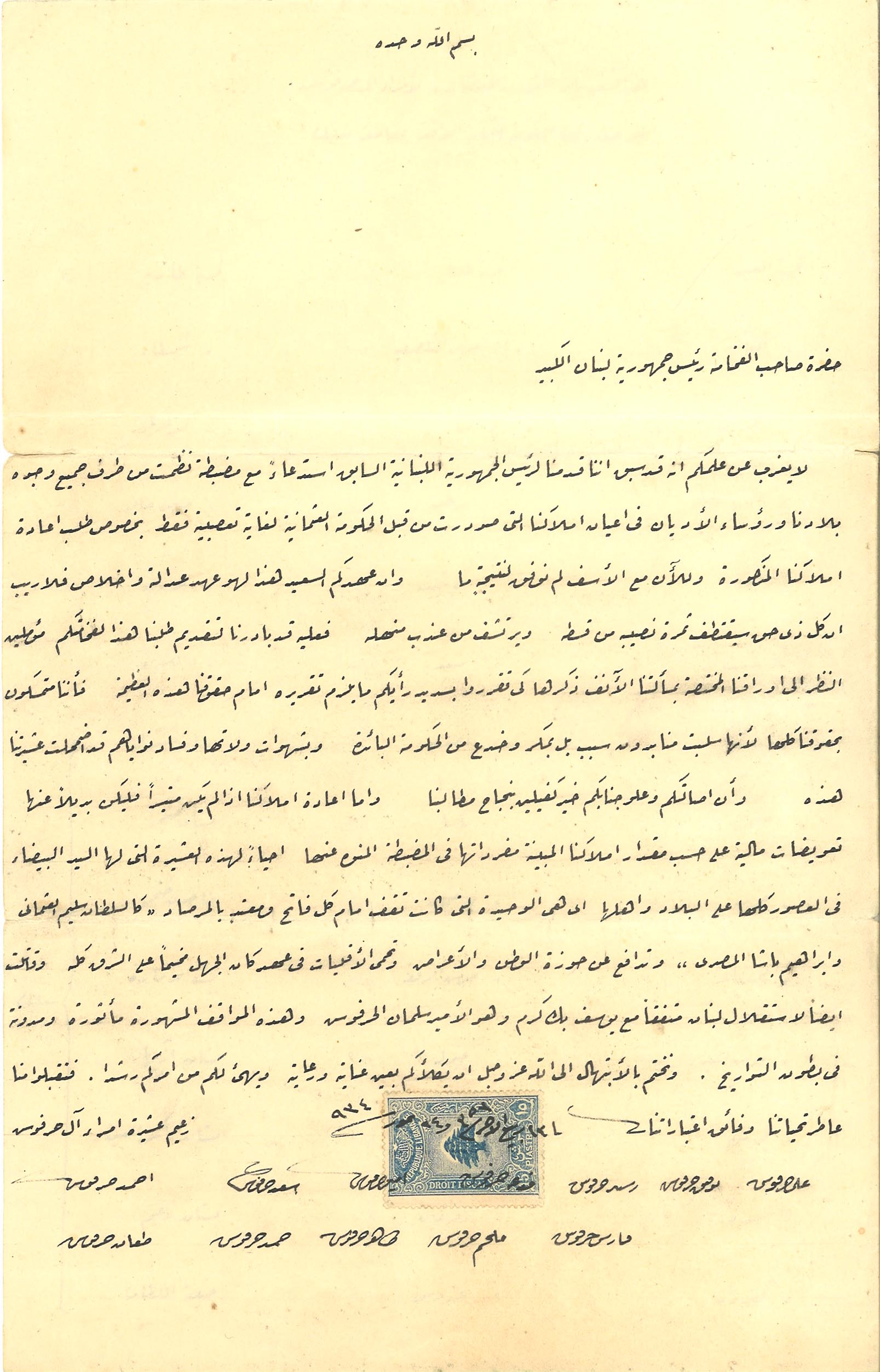
خطاب موجه إلى رئيس جمهورية لبنان الكبير حبيب باشا بخصوص طلب  إسترداد الأملاك المصادرة لآل حرفوش بخط يد الأمير أحمد بن محمد الحرفوش
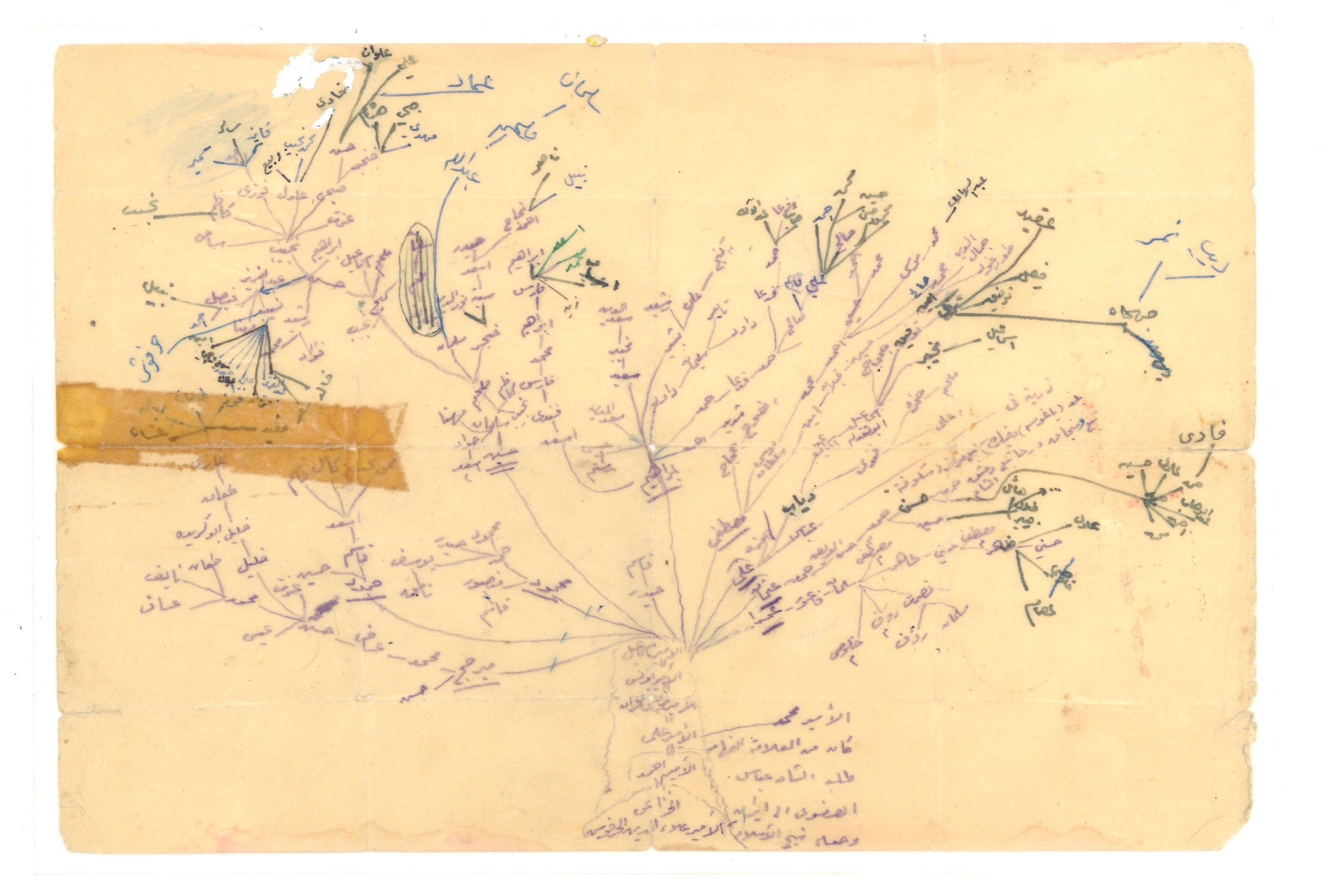
وثيقة مخطوطة لشجرة أمراء آل حرفوش أعدها الأمير أحمد بن محمد بن سلطان الحرفوش
- شجرة عائلة الأمير أحمد بن محمد بن سلطان حرفوش تم تحديثها.

## ملفات للتحميل
- تاريخ الأسر الشرقية، عيسى إسكندر المعلوف، الجزء السابع، ص 525 ومايليها

## الهوامش
1. 1 2  تاريخ الأسر الشرقية، عيسى إسكندر المعلوف، الجزء السابع، ص 525 و ما يليها.
2. ↑  تاريخ الشيعة في لبنان، سعدون حمادة، دار الخيال، طبعة ثانية 2013، الجزءالأول، ص 371.
3. ↑  شاهد حلقة حسن الأمين يروي آل حرفوش نسخة محفوظة 17 ديسمبر 2013 على موقع واي باك مشين.
4. ↑  تاريخ الأسر الشرقية، عيسى المعلوف، الجزء السابع، ص 525 و ما يليها
5. ↑  ما ورد في  تاريخ الأسر الشرقية، عيسى إسكندر المعلوف، الجزء السابع، ص 525 و ما يليها، مطابق لها.